# مايوا نيكولاس
مايوا نيكولاس (بالإنجليزية: Mayowa Nicholas)‏ (مواليد 22 مايو 1998) هي عارضة أزياء نيجيرية، وتعد أول عارضة أزياء نيجيرية تتألق في إعلانات علامات تجارية عالمية دولتشي أند غابانا، وسان لوران، وكالفن كلاين. كانت مايوا نيكولاس من المتأهلين للنهائيات في مسابقة إيليت موديل لوك لعام 2014 (إلى جانب عارضة الأزياء الإيطالية غريتا فارليس).
في موسمها الأول على منصات العرض عام 2015، ظهرت في عروض أزياء لعلامات تجارية مرموقة مثل بالمان وبالنسياغا وكالفن كلاين وكينزو وهيرميس وأكيني ستوديوز وغيرها. وفي الآونة الأخيرة، عملت مع مصممين بارزين مثل برادا وميو ميو وفيرساتشي وشانيل ومايكل كورس وأوسكار دي لا رينتا. كما ظهرت في حملة إعلانية لدولتشي آند غابانا. كان من المفترض أن تظهر لأول مرة في عرض أزياء فيكتوريا سيكريت لعام 2017، ولكن قبل أيام من العرض، رُفضت تأشيرتها للسفر إلى الصين، إلى جانب العديد من عارضات الأزياء الروسيات والأوكرانيات، مما منعها من المشاركة في العرض. ظهرت رسميًا لأول مرة في عرض أزياء فيكتوريا سيكريت لعام 2018.

## روابط خارجية
- مايوا نيكولاس على موقع IMDb (الإنجليزية)
- مايوا نيكولاس على موقع دليل عارضات الأزياء (الإنجليزية)